# Alcyonidium foliaceum
Alcyonidium foliaceum är en mossdjursart som beskrevs av Silén 1942. Alcyonidium foliaceum ingår i släktet Alcyonidium och familjen Alcyonidiidae. Inga underarter finns listade i Catalogue of Life.